# Abbaye de Fiecht
L'abbaye de Fiecht, qui succède à l'abbaye St. Georgenberg en 1708, est une abbaye bénédictine appartenant depuis 1967 à la congrégation bénédictine missionnaire de Sainte-Odile. Elle se trouve dans la commune de Vomp dans le Tyrol (Autriche). St. Georgenberg, ancien site de l'abbaye, et lieu de pèlerinage depuis le Xe siècle, est la fondation monastique subsistante la plus ancienne du Tyrol avec l'abbaye de Wilten.
La communauté compte actuellement dix-huit moines.

## Histoire
St. Georgenberg (Saint-Georges-du-Mont) est le lieu d'une fondation monastique du Xe siècle qui devient abbaye bénédictine en 1138. Après un incendie, la communauté déménage dans la vallée de l'Inn à Fiecht, en 1708, tout en gardant St. Georgenberg. Les bâtiments abbatiaux actuels sont construits au milieu du XVIIIe siècle et sont un exemple typique de l'architecture baroque tyrolienne, avec la façade de l'église en trompe-l'œil et les stucs de l'intérieur, élaborés par des stucateurs de l'école de Wessobrunn, Franz Xaver Feuchtmayer (de) et son frère Johann Michael Feuchtmayer (de). Matthäus Günther est l'auteur des fresques, et des sculpteurs de renom de la région ornent l'intérieur de l'édifice. Le clocher est achevé en 1781.
L'église de Fiecht est dédiée à saint Joseph.
Pendant la période du joséphisme, l'empereur interdit à l'abbaye de prendre des novices. L'abbaye est transformée en 1797 pendant quelque temps en hôpital militaire. La communauté retourne alors à St. Georgenberg.
Le Tyrol passe de l'Autriche au royaume de Bavière, par le traité de Presbourg en 1806. L'abbaye de Fiecht est confisquée par le royaume, selon les dispositions du recès d'Empire (1803) inspiré par Napoléon Bonaparte pour dédommager les princes allemands des efforts de guerre et des changements territoriaux. Après la chute de Napoléon en 1815, le Tyrol passe de nouveau à l'Autriche en 1816 et l'abbaye est restituée. Elle est transformée en hôpital entre 1938 et 1945 et les moines reviennent après la guerre uniquement à St. Georgenberg, Fiecht étant occupé par les forces françaises. Les moines y retournent en 1955.
En 1967 l'abbaye entre dans la congrégation ottilienne de la confédération bénédictine. Elle s'occupe des paroisses environnantes et reçoit pour des retraites et des exercices spirituels.

## Le pèlerinage de St. Georgenberg
Le pèlerinage à saint Georges est attesté depuis le début, ainsi que des processions à la Vierge Marie. Mais le site est surtout connu pour le Miracle du Saint-Sang. L'église a été reconstruite en style baroque tardif par Christoph Gumpp en 1735.

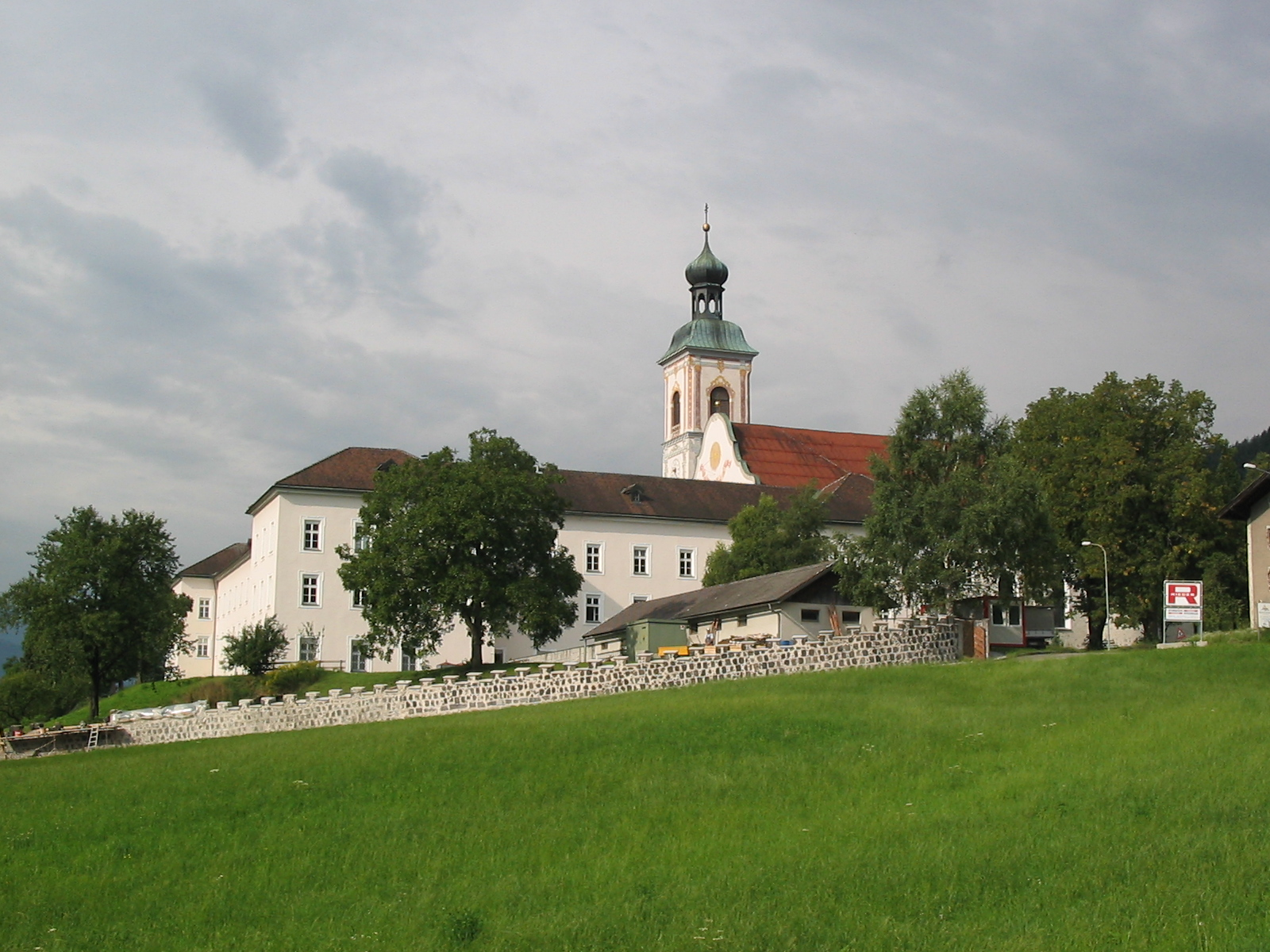
L'abbaye de Fiecht
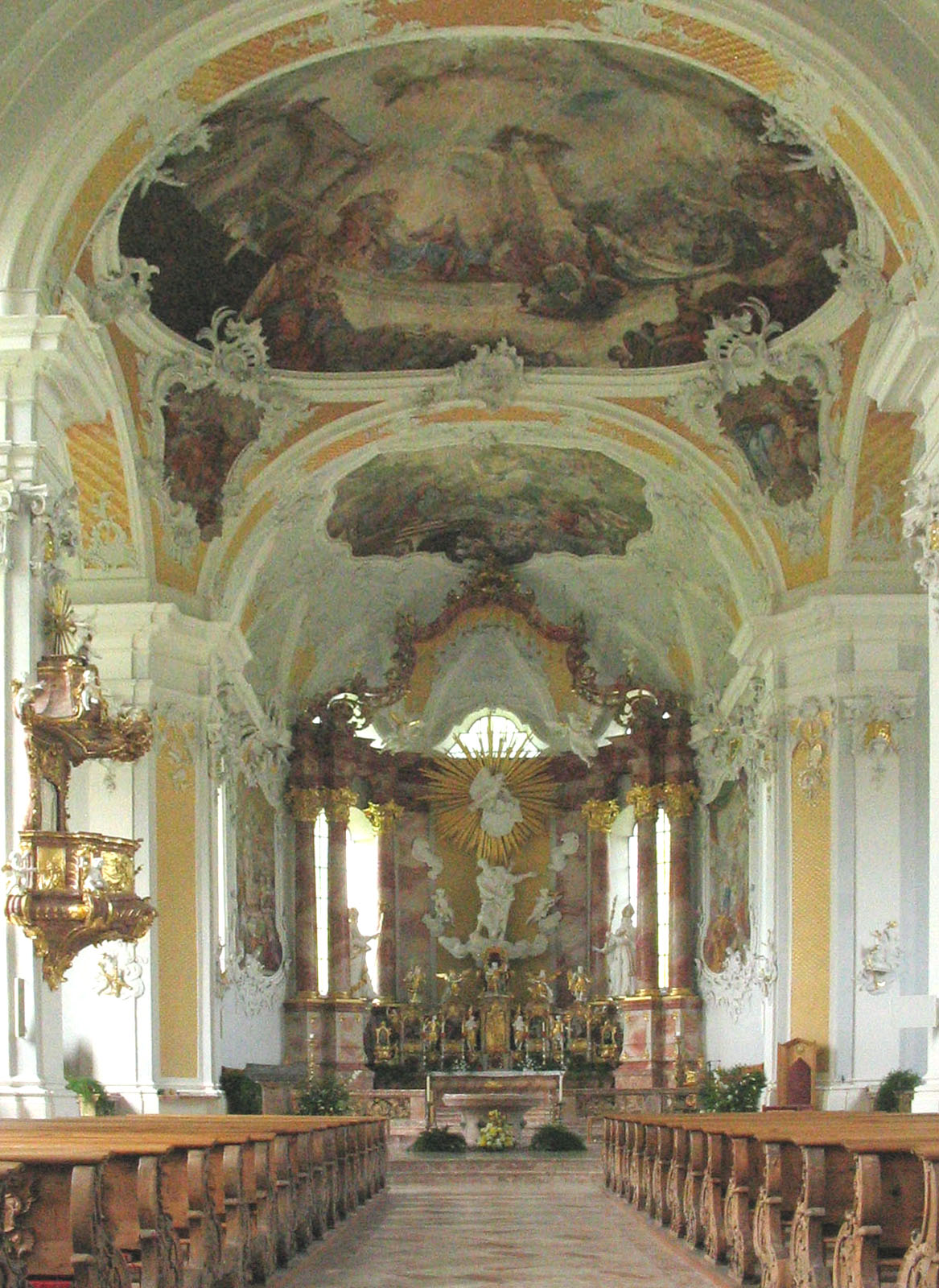
Intérieur de l'église Saint-Joseph
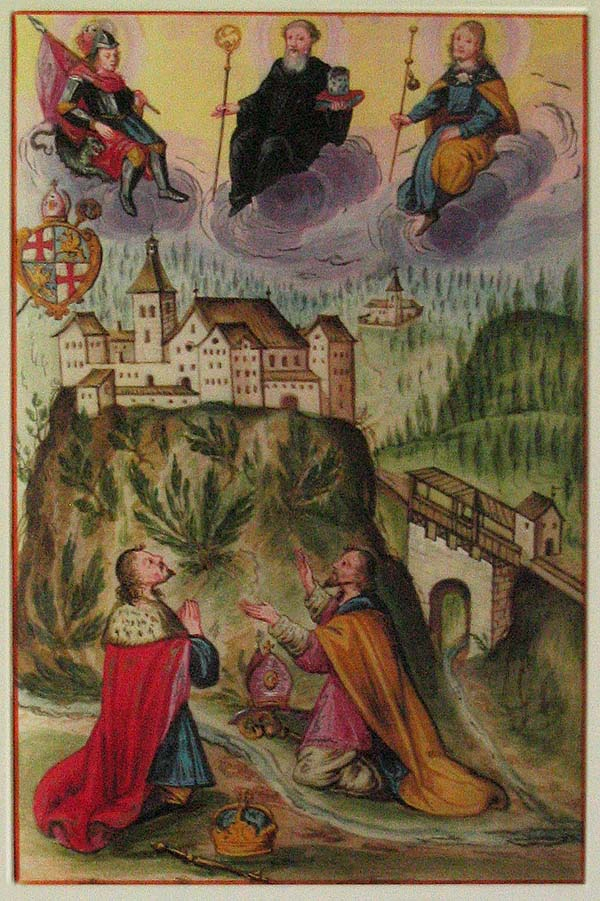
L'empereur Henri IV et Reginbert priant au pied de Saint-Georges du Mont
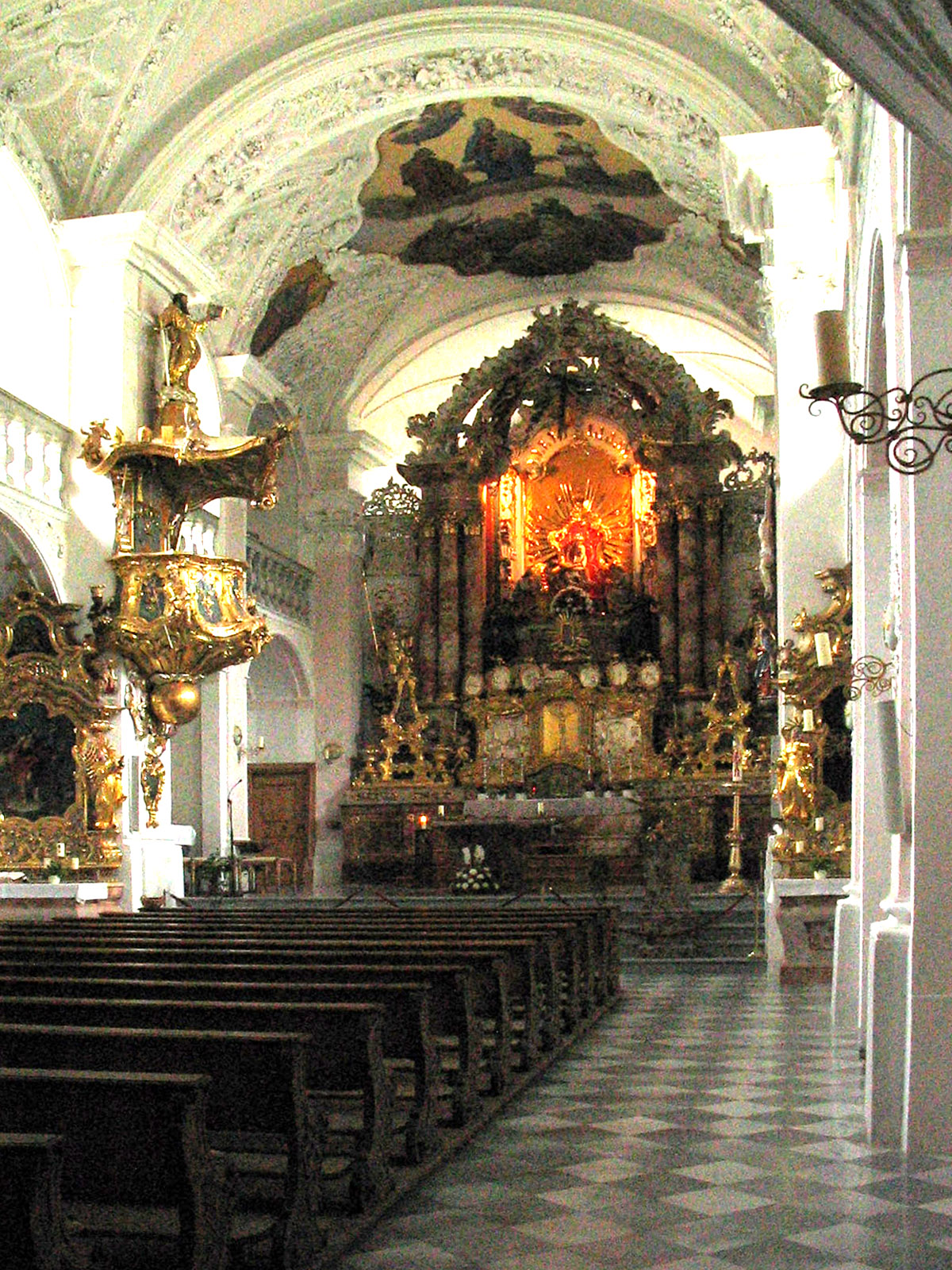
Intérieur de l'église de St. Georgenberg